# Listă de actori portughezi
Aceasta este o listă de actori portughezi:

## A

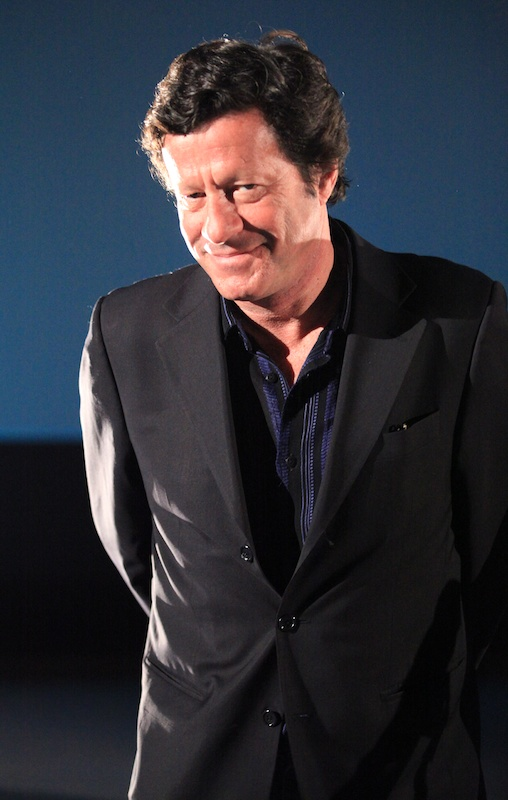
Joaquim de Almeida

- Joaquim de Almeida
- Ruben Alves
- Sofia Alves

## B
- Leonor Baldaque
- Maria Barroso
- Beatriz Batarda (n. 1974)
- Nicolau Breyner
- Rita Blanco
- Ana Bustorff

## C

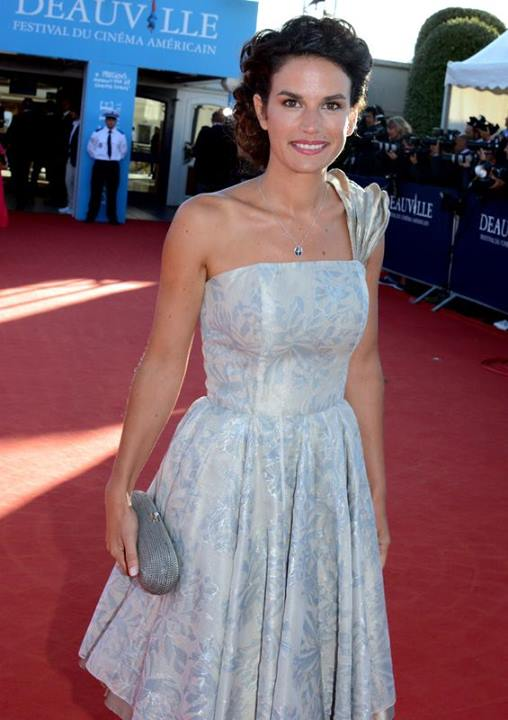
Barbara Cabrita în 2013

- Barbara Cabrita
- Ivo Canelas
- Mário Cardoso
- Isabel de Castro
- Soraia Chaves
- Luís Miguel Cintra
- Beatriz Costa
- Ercilia Costa (1902 – 1985)
- Carloto Cotta
- Manuela Couto
- Cremilda de Oliveira

## D
- Ruy de Carvalho
- João de Deus (actor)
- Diogo Dória
- Arthur Duarte
- Rita Durão

## E
- Sofia Escobar
- Maria Eugénia

## F

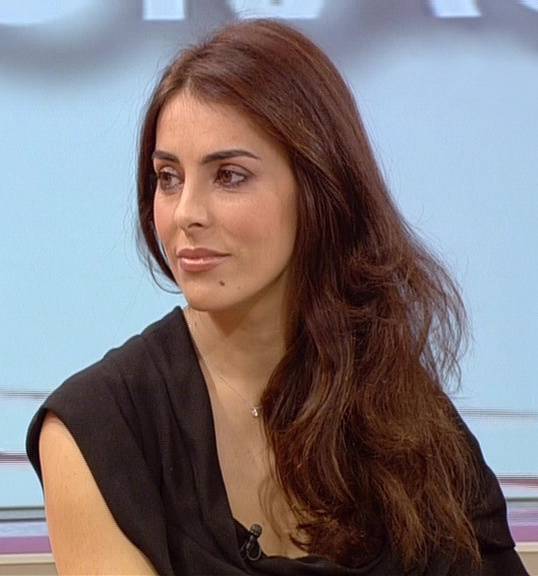
Catarina Furtado

- Ivo Ferreira
- José Fidalgo
- Hoji Fortuna
- Catarina Furtado

## G
- Miguel Guilherme

## L
- Óscar de Lemos
- Alexandra Lencastre
- Nuno Lopes (n. 1978)
- Fernando Luís
- Adriano Luz

## M
- Maria de Medeiros (n. 1965)
- Carmen Miranda (1909 – 1955)
- Lúcia Moniz (n. 1976)
- Edgar Morais (n. 1989)

## N
- Vítor Norte

## O
- Simone de Oliveira

## P
- Paulo Pires

## R
- Amália Rodrigues

## S
- João Salaviza
- Rogério Samora
- Vasco Santana
- Carmen Santos
- António Silva (actor)
- Luis Da Silva (n. 1982)
- Leonor Silveira
- Raul Solnado
- Laura Soveral

## T
- Patrícia Tavares
- Raquel Tavares
- Virgilio Teixeira (actor)
- Ricardo Trêpa

## V
- Joana de Verona
- Henrique Viana
- Angélico Vieira
- António Vilar
- João Villaret